# Heriades turcomanicus
Heriades turcomanicus är en biart som beskrevs av Popov 1955. Heriades turcomanicus ingår i släktet väggbin, och familjen buksamlarbin. Inga underarter finns listade i Catalogue of Life.